# Kultura Monteoru
Kultura Monteoru – kultura archeologiczna epoki brązu. Jej nazwa pochodzi od stanowiska w miejscowości Sărata Monteoru w okręgu Buzău w Rumunii. Badania archeologiczne przeprowadzone tam w latach 1955–1956 przez Iona Nestora i Eugenię Zaharia doprowadziły do odkrycia cmentarzyska datowanego na przełom VI i VII wieku. Odkryto tutaj ponad tysiąc grobów ciałopalnych.

## Geneza
Kultura Monteoru rozwinęła się na terenie północnej Wołoszczyzny, w dolinach rzek Buzău i Dymbowicy. W fazie początkowej była ona jeszcze współczesna kulturze Glina III-Schneckenberg.

## Chronologia i obszar występowania
Omawianą jednostkę kulturową datuje się niemal od początku okresu brązu A1 po okres brązu D według chronologii Paula Reineckego. Istniała więc w latach około 2100-1200 p.n.e. W jej rozwoju wyróżnia się trzy zasadnicze fazy. W czasie pierwszej była ona współczesna kulturze Glina III-Schneckenberg, a podczas fazy drugiej współistniała z kulturą Tei i kulturą Wietenberg. W fazie trzeciej kultura Monteoru zanikła.
Z okolic dorzecza rzek Buzău i Dymbowicy, gdzie znajduje się kolebka omawianej kultury, jej wpływy, podczas drugiej fazy, rozprzestrzeniły się w kierunku północnym do Mołdawii i wschodniego Siedmiogrodu, nad górną Alutę.

## Osadnictwo
Ludność kultury Monteoru zamieszkiwała zarówno osady otwarte jak i obronne, położone często w miejscach posiadających naturalne walory obronne. W północno-wschodniej części Siedmiogrodu, w trakcie trwania drugiej fazy, rozwinął się ważny ośrodek związany z produkcją metalurgiczną i górnictwem.

## Obrządek pogrzebowy
Cmentarzyska kultury Monteoru reprezentowane są przez pochówki w obrządku szkieletowym. Zmarłych składano w grobach w pozycji skurczonej. W trzeciej fazie zaczynają się pojawiać cmentarzyska ciałopalne.

## Inwentarz
Charakterystyczna dla kultury Monteoru jest ceramika. Jej formy są zróżnicowane, występują między innymi: liczne kubki, szerokootworowe naczynia o dwóch uchach wysoko wystających ponad krawędź i ozdobionych guzami na wierzchołku ucha. Sporo jest także wyrobów brązowych.

## Zanik
W okresie brązu D trwającym w latach 1300–1200 p.n.e. kultura Monteoru została zdominowana przez kulturę Noua, chociaż istnieje również teoria mówiąca o tym, że miała ona wziąć udział w formowaniu się tej kultury. W rejonie górnej Aluty, w izolowanej kotlinie śródgórskiej, niektóre elementy kultury Meonteoru przetrwały aż do okresu Hallstatt A.